# Violeta Parra en Ginebra
Violeta Parra en Ginebra (o Violeta Parra en Vivo en Ginebra) es un álbum grabado por la foclorista chilena Violeta Parra en 1965, y editado en 1999 por la disquera Warner Music Chile.
Se trata de un registro único, grabado a partir de un concierto en vivo que Violeta dio en 1965 en la ciudad suiza de Ginebra, acompañada por Gilbert Favre en quenas y percusión.
Fue grabado en una casa particular de, en cinta de 1/4 de pulgada, y concebido como un paseo por la música folclórica de Chile, partiendo con las diferentes etapas del "velorio del angelito" (ceremonial campestre utilizado para acompañar los velatorios de los infantes fallecidos) interpretadas en formato de canto a lo divino, y siguiendo con una selección de cuecas, tonadas y otros ritmos típicos de Chile.
El álbum fue editado como CD doble, a pesar de tener una duración de cerca de sesenta y seis minutos. Se lanzó también una selección de temas para un disco único, que omite algunos de los temas. Ambos formatos son fácilmente encontrables en las disquerías en la actualidad.

## Lista de canciones

### Disco 1
- Todos los temas del folclore chileno, arreglados por Violeta Parra, excepto donde se indique.

1. "Salúo Primeramente..." – 2:32 (ceremonia del velorio del "angelito", en décimas)
  - Conocida también como "Verso por Saludo", una versión fue grabada para el disco Canto y Guitarra, en 1957.
2. "Dios Se Entregó a Padecer..." – 2:21 (ceremonia del velorio del "angelito", en décimas)
3. "El Primer Día del Señor..." – 1:55 (ceremonia del velorio del "angelito", en décimas)
  - Conocida también como "Versos por el Apocalipsis", una versión fue grabada para la serie Cantos de Chile (Presente/Ausente), en 1956
4. "La Una Es la Principiante..." – 1:31 (ceremonia del velorio del "angelito", en décimas)
  - Conocida también como "Versos por las Doce Palabras", una versión a capella fue grabada para el álbum Canto y Guitarra, en 1957
5. "Maire Yo le Digo Adió..." – 1:48 (ceremonia del velorio del "angelito", en décimas)
  - Conocida también como "Adiós, Adiós Mundo Indi'no".
6. "Cueca Punteada" – 1:14 (instrumental)
  - Son las "Tres Cuecas Punteadas" del disco Canto y Guitarra, de 1957.
7. "Verso por Ponderación" – 2:10 (tonada punteada)
  - Es la "Tonada por Ponderación" del disco Acompañada de Guitarra, de 1958.
8. "Los Mandamientos" – 2:43 (tonada)
9. "Viva Dios, Viva la Virgen" – 2:02 (parabién)
  - Son los "Parabienes a los Novios" de Cantos de Chile (Presente/Ausente), grabados por Violeta originalmente en 1956.
10. "Señores y Señoritas" – 2:09 (parabién)
  - Editada como "Vengo toda Avergonzada" en Violeta Parra en Argentina.
11. "La Jardinera" (Violeta Parra) – 3:27 (tonada)
12. "Refalosa" – 2:56 (refalosa)
  - La versión original se conocía como "Arriba de Aquel Árbol", y también apareció en el disco Cantos de Chile (Presente/Ausente).
13. "Sirilla Me Pides" – 1:25 (sirilla)
14. "Ven Acá, Regalo Mío" (Violeta Parra) – 1:48 (cueca)
  - La versión de estudio fue grabada por Violeta junto con su hija Isabel en un single en 1965.

### Disco 2
- Todos los temas escritos y compuestos por Violeta Parra, excepto donde se indique.

1. "Qué He Sacado con Quererte" – 2:36 (trote)
  - Violeta grabó la versión de este tema para el disco Recordando a Chile (Una Chilena en París), en 1965.
2. "Del Norte Vengo Maruca" (Ángel Parra) – 2:45 (villancico)
3. "Danza en Ginebra"  – 1:57 (instrumental)
4. "Tocata y Fuga" – 1:46 (instrumental)
  - Será grabado en estudio para el single El Tocador Afuerino, editado junto con Gilbert Fauvre, en 1965.
5. "16 de Julio" – 3:27 (instrumental)
6. "Explicación de la Utilización de la Percusión en la Cueca" (Violeta Parra) – 6:40 (hablado, en francés)
7. "Ojos Azules" (Folclore andino, autor Gilberto Rojas Enríquez ) – 3:40 (huayno)
8. "Tocando en Ginebra" – 1:35 (instrumental)
  - Será grabado en estudio para el single El Tocador Afuerino, editado junto a Gilbert Fauvre, en 1965, con el nombre de "El Moscardón".
9. "Galambito Temucano" – 3:04 (instrumental)
  - Será grabado en estudio para el single El Tocador Afuerino, editado junto con Gilbert Fauvre, en 1965.
10. "Casamiento de Negros" – 3:28 (parabién)
11. "El Sacristán" (Folclore chileno) – 3:10 (tonada)
12. "Arráncame el Corazón" (Folclore chileno) – 2:42 (cueca con animación)

### Edición de 1 CD
La edición "abreviada" de este álbum omite "Viva Dios, Viva la Virgen", la "Cueca Punteada", "Sirilla Me Pides" y la "Explicación...", totalizando 22 pistas. Las versiones de las demás canciones son idénticas y en el mismo orden que las del disco doble.

### Reedición 2010
Con motivo de la reedición de una gran parte de la discografía de la folclorista en la compilación Obras de Violeta Parra: Musicales, Visuales y Poéticas lanzada durante 2010, este disco fue relanzado al mercado en formato CD, con nuevo título (En Vivo en Ginebra) y carátula. El repertorio, asimismo, excluye las 12 primeras pistas (cantos a lo divino y a lo humano y recopilaciones folclóricas de Violeta), iniciándose con "Sirilla Me Pides".
1. "Entrevista en francés a Violeta"
2. "Concierto Sirilla Me Pides"
  - Nuevo título para "Sirilla Me Pides"
3. "Ven Acá Regalo Mío"
4. "Qué He Sacado con Quererte"
5. "Del Norte Vengo Maruca"
  - Nuevo título para "Danza en Ginebra"
6. "Camanchaca"
  - Se modifica el nombre de "Tocata y Fuga" que se entregaba en ediciones anteriores para esta pista
7. "16 de Julio"
8. "En el Cuarto de la Carmela"
9. "Ojos Azules"
10. "Ven Acá Regalo Mío (Violeta Baila Cueca)"
11. "Cueca para Flauta y Tambor"
12. "Galambo (Danse du Nord du Chili)"
  - Nuevo título para "Galambito Temucano"
13. "Casamiento de Negros"
14. "El Sacristán"
15. "Arráncame el Corazón"